# Recurvidris chanapaithooni

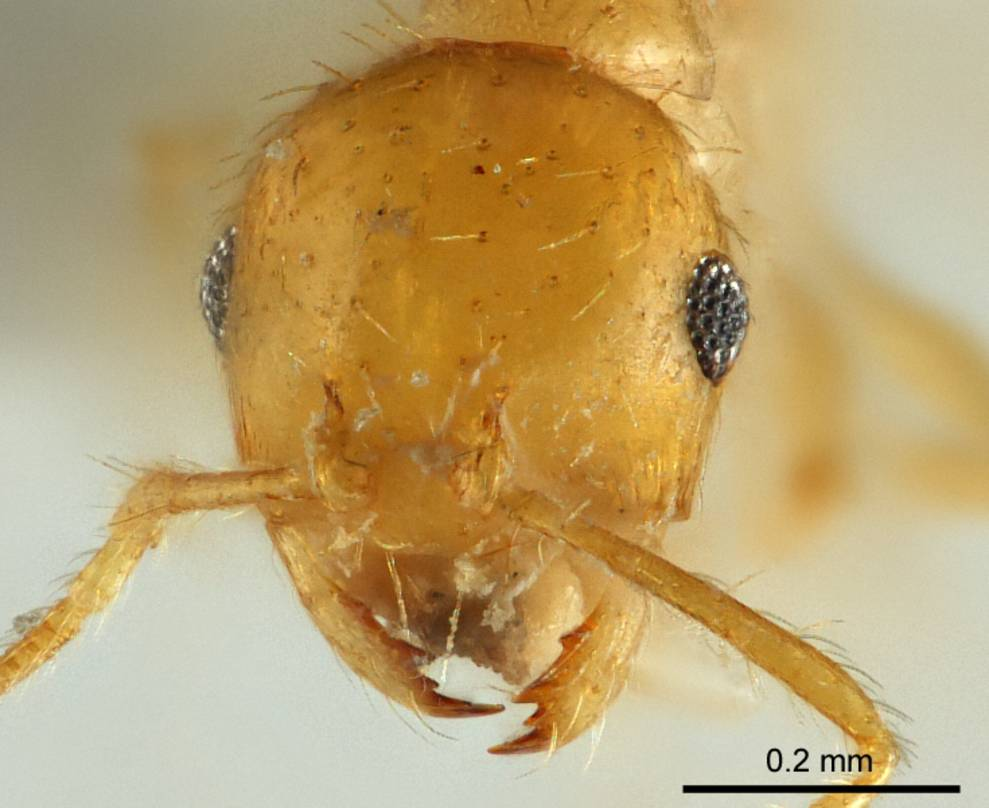
Рабочий Recurvidris chanapaithooni

Recurvidris chanapaithooni (лат.) — вид мелких муравьёв рода Recurvidris из подсемейства Myrmicinae. Эндемики Юго-Восточной Азии.

## Распространение
Юго-Восточная Азия: Таиланд.

## Описание
Муравьи мелкого размера (1,95 — 2,10 мм), жёлтого цвета. Голова гладкая и блестящая. Ширина головы от 0,38 до 0,41 мм (длина головы от 0,36 до 0,40 мм), длина скапуса усика от 0,35 до 0,36 мм. Усики 11-члениковые, булава 3-члениковая. Жвалы треугольные, с 4-5 зубцами. Нижнечелюстные щупики 4-члениковые, нижнегубные щупики состоят из 3 сегментов. Усиковые бороздки и лобные валики отсутствуют. Грудка тонка и длинная. Заднегрудка с двумя длинными проподеальными шипиками, загнутыми вверх и вперёд. Стебелёк между грудкой и брюшком состоит из двух члеников: петиолюса и постпетиолюса (последний четко отделен от брюшка), жало развито, куколки голые (без кокона).
Таксон был описан в 2015 году таиландскими мирмекологами В. Джайтронгом (Weeyawat Jaitrong; Thailand Natural History Museum of the National Science Museum, Technopolis, Khlong Luang, Таиланд) и Д. Виватвитайя (Decha Wiwatwitaya; Department of Forest Biology, Kasetsart University, Бангкок, Таиланд) и назван в честь таиландского учёного Mr. Sakorn Chanapaithoon (вице-президент Таиландского музея науки, Таиланд) за поддержку исследований муравьёв.